# Microchirus boscanion
Microchirus boscanion is een straalvinnige vissensoort uit de familie van de eigenlijke tongen (Soleidae). De wetenschappelijke naam van de soort is voor het eerst geldig gepubliceerd in 1926 door Paul Chabanaud.